# Megachile odontophora
Megachile odontophora is een vliesvleugelig insect uit de familie Megachilidae. De wetenschappelijke naam van de soort werd voor het eerst geldig gepubliceerd in 2011 door Engel als Chalicodoma (Alocanthedon) odontophorum.